# فرودگاه شهری لانگ پرایریه
فرودگاه شهری لانگ پرایریه (به انگلیسی: Long Prairie Municipal Airport) (به زبان بومی: Todd Field) یک فرودگاه همگانی بهره‌برداری هوایی است که یک باند فرود آسفالت دارد و طول باند آن ۹۱۴ متر است. این فرودگاه در کشور ایالات متحده آمریکا قرار دارد و در ارتفاع ۴۰۶ متری از سطح دریا واقع شده است.